# Lights (Hurts)
Lights è un singolo del gruppo musicale britannico Hurts, pubblicato il 14 agosto 2015 come terzo estratto dal terzo album in studio Surrender.

## Descrizione
Coprodotto dal duo insieme a Ariel Rechtshaid, Lights è un brano caratterizzato da sonorità funk ispirata alla musica di Prince, un esperimento voluto dal gruppo al fine di spingersi oltre la propria zona di comfort.
(Theo Hutchcraft)

## Video musicale
Il videoclip, pubblicato il 27 agosto 2015, è stato diretto da Dawn Shadforth, noto in passato per aver curato quelli di Can't Get You Out of My Head di Kylie Minogue e The Heart Wants What It Wants di Selena Gomez, e mostra il cantante Theo Hutchcraft ubriaco ballare con una ragazza in una discoteca.>

## Tracce
Download digitale
1. Lights – 3:28

Download digitale – remix
1. Lights (Bakermat Remix) – 4:22